# Catenària (ferrocarril)

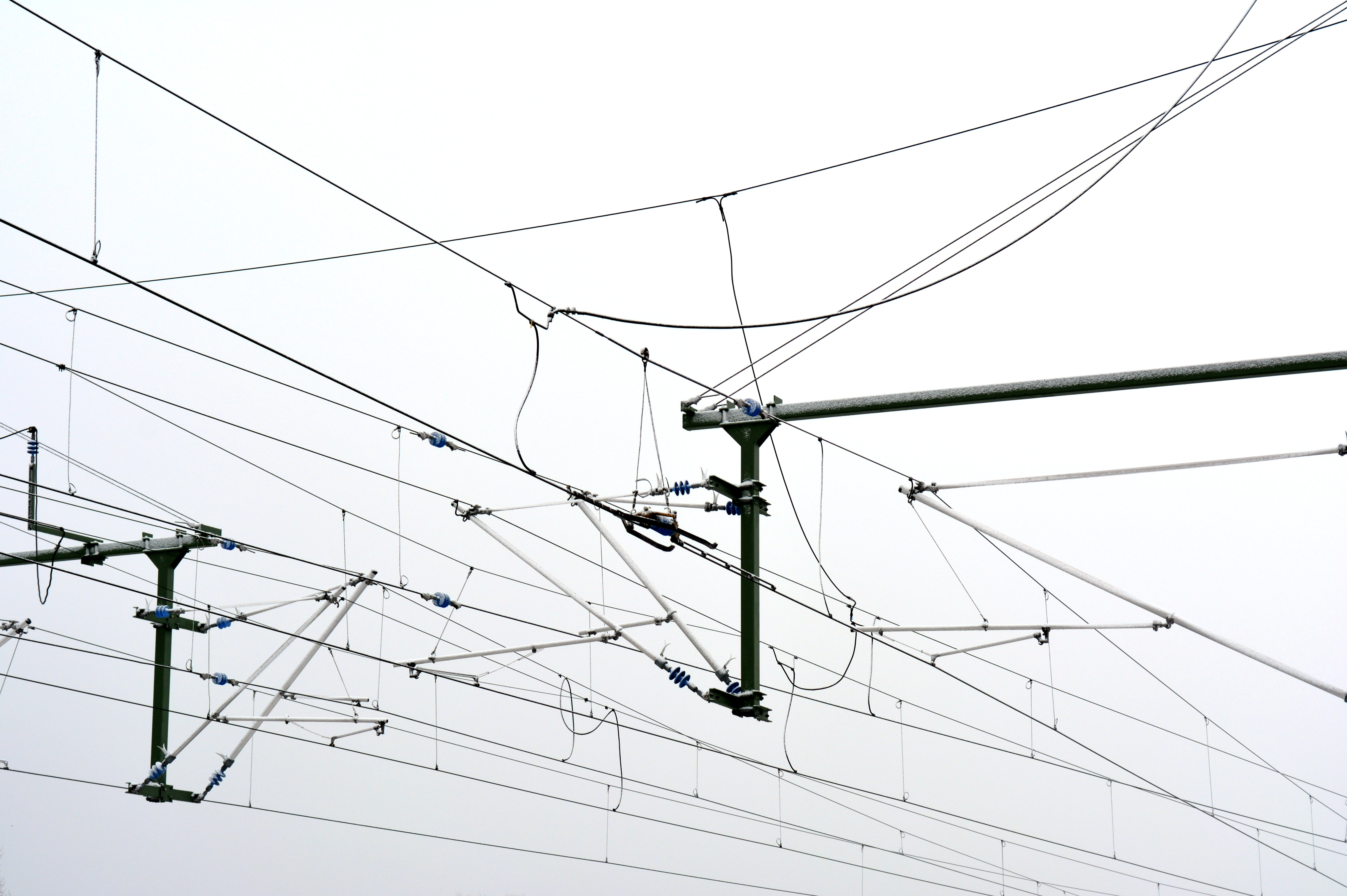
Catenàries

La catenària és un cable elèctric que forma part, conjuntament amb el tercer carril, del sistema de proveïment d'energia elèctrica d'un tren. És utilitzada en tota mena de ferrocarrils per subministrar corrent al sistema d'electrificació ferroviària.
El nom de catenària prové de la forma geomètrica característica de la corba que forma un fil flexible sotmès al seu propi pes (anomenada també «catenària»), corba que es presenta en el cas d'una línia de tren formada per un únic cable.